# 圖克姆卡里 (新墨西哥州)
圖克姆卡里（英語：Tucumcari）是一個位於美國新墨西哥州奎伊縣的城市。同時該地也是奎伊縣的縣治。

## 地方資料
圖克姆卡里的座標為35°10′10″N 103°43′32″W / 35.16944°N 103.72556°W，而該地的海拔高度為1247米（即4091英尺）。根據2020年美國人口普查，該地共人口5278人，而該地的面積約為24.63平方千米。